# 大畑佳司
大畑 佳司（おおはた よしじ、1930年3月10日 - 2016年1月21日）は、日本の教育者、教育評論家。

## 略歴
埼玉県秩父市出身。秩父青年学校卒業。浦和市立文蔵小学校教諭など小学校教師を務めた。全国生活指導研究協議会（全生研）会員。教育に関する多くの著作をなした。 

## 著書
- 『集団づくり・記録のとり方』明治図書出版 1966
- 『子どもの遊びと自治 子ども集団が育てる学力と人格』鳩の森書房 1977
- 『集団づくりと子どもの発達』 (生活指導の探求) 明治図書出版 1978
- 『集団づくりと学習集団の指導』 (生活指導選書) 明治図書出版 1979
- 『つまずく子どもを救う法 親と教師がしなければならないこと』 (母と子選書)教育史料出版会 1981
- 『集団づくりの記録と読み方・書き方』授業と生活指導 5 明治図書出版 1982
- 『子どもの可能性をきりひらく』 (のびのび教室)日本書籍 1987
- 『子どもはみんな豆博士 小学生からの勉強法』 (家庭と学校をつなぐ本) 労働旬報社 1990

### 共編著
- 『道徳価値観形成と評価』川合章,坂本光男共編著 明治図書出版 1960
- 『現場に生きている修身科』 (現場の協同研究) 大畑佳司 等著. 明治図書出版 1960
- 『生活指導と学級経営』横川嘉範,秋田大三郎共編 明治図書出版 1971
- 『楽しい学級生活』編 教室の文化活動シリーズ 日本標準 1977
- 『たのしい学級経営12カ月 2 3・4年』編著 あゆみ出版 1980
- 『学級集団づくりをすべての教師に』全12巻 坂本光男共編 明治図書出版 1980-1986
- 『子どもとつくる学校行事 小学校篇』大槻健共編 民衆社 1981
- 『小学生の生活指導』横川嘉範,坂本光男、前沢泰共編 明治図書出版 1982
- 『生きる力を育てる生活指導』 (実践できりひらく教育シリーズ) 坂本泰造 [ほか]共編. 日本標準 1983
- 『非行問題解決への実践』 (実践できりひらく教育シリーズ)大畑佳司 [ほか]編. 日本標準, 1983
- 『集団づくりのための核の指導』 (生徒を生かす集団づくり実践講座) 坂本光男共編 明治図書出版 1983
- 『集団づくりのための班の指導』 (生徒を生かす集団づくり実践講座) 坂本光男共編 明治図書出版 1983
- 『いかにして教師になったか』 (教師の自己形成シリーズ) 解説 明治図書出版 1983
- 『学級・学年づくりのための集団遊び事例集 4 (学級・学年総会と集団遊び)』授業技術研究所共編 明治図書出版 1985
- 『学級・学年づくりのための集団遊び事例集 5 (林間・校外・キャンプと集団遊び)』授業技術研究所共編 明治図書出版 1985
- 『講座・小学生問題』全5巻 浅野誠共編 明治図書出版 1986-1987